# Беате Райнштадлер
Беате Райнштадлер (нім. Beate Reinstadler; нар. 20 травня 1967) — колишня австрійська тенісистка.
Найвищу одиночну позицію світового рейтингу — 60 місце досягла 20 червня 1994, парну — 147 місце — 6 лютого 1995 року.
Здобула 2 одиночні титули туру ITF.
Найвищим досягненням на турнірах Великого шолома було 3 коло в одиночному розряді.

## Фінали ITF

### Одиночний розряд: 4 (2–2)
| Легенда         |
| --------------- |
| турніри $25,000 |
| турніри $15,000 |
| турніри $10,000 |

| Фінали за покриттям |
| ------------------- |
| Тверде (1–0)        |
| Ґрунт (0–0)         |
| Трава (0–0)         |
| Килим (1–2)         |

| Результат | Дата             | Категорія | Турнір                   | Покриття  | Суперниця              | Рахунок            |
| --------- | ---------------- | --------- | ------------------------ | --------- | ---------------------- | ------------------ |
| Перемога  | 6 березня 1989   | 10,000    | Ашкелон, Ізраїль         | Тверде    | Маріанне ван дер Торре | 2–6, 4–6           |
| Поразка   | 6 листопада 1989 | 25,000    | Свіндон, Велика Британія | Килим (i) | Олена Брюховець        | 2–6, 4–6           |
| Поразка   | 6 квітня 1992    | 25,000    | Лімож, Франція           | Килим (i) | Петра Голубова         | 1–6, 5–7           |
| Перемога  | 14 жовтня 1996   | 25,000    | Фленсбург, Німеччина     | Килим (i) | Марлен Вайнгартнер     | 4–6, 7–6(7–5), 7–5 |